# نانسي روجرز
نانسي هاردن روجرز (بالإنجليزية: Nancy Hardin Rogers) هي نائبة سابقة في ولاية أوهايو، وعميدة سابقة لكلية الحقوق بجامعة ولاية أوهايو، والحائزة على كرسي مايكل إي. موريتز في حل النزاعات البديلة من كلية موريتز للقانون .

## حياتها المُبكرة
نانسي روجرز هي ابنة كليفورد هاردن المتزوجة من ويليام بي. روجرز. حصلت روجرز على درجة بكالوريوس الآداب بأعلى درجات التمييز من جامعة كانساس في عام 1969 وحصلت على شهادة الدكتوراه من كلية الحقوق بجامعة ييل في عام 1972. بعد انهائها مدرسة الحقوق، عملت نانسي مع قاضي المحكمة الجزئية الأمريكية توماس د. لامبروس. في كليفلاند وعملت في جمعية كليفلاند للمساعدة القانونية.
التحقت روجرز بكلية القانون بجامعة ولاية أوهايو في عام 1975. ركزت دراستها على حل النزاع البديل، ونشرت عددًا كبيرًا من المقالات والكتب الصحفية ، وساعدت في إنشاء جريدة ولاية أوهايو حول حل النزاعات، وهي مسؤولة حول نشر رابطة المحامين الأمريكية.
في 6 يناير 2007، أصبحت روجرز رئيس رابطة مدارس القانون الأمريكية. كانت روجرز أيضًا عضوًا في اللجنة الاستشارية للمحكمة العليا في أوهايو بشأن حل النزاعات منذ إنشائها في عام 1989، حتى عام 2005.
في 28 مايو 2008، عين الحاكم تيد ستريكلاند روجرز في منصب المدعي العام، لتحل محل مارك دان. لم تسع روجرز للحصول على المنصب عندما كانت في انتظار إعادة انتخابها في نوفمبر 2008 وعادت إلى هيئة التدريس في موريتز في أعقاب الانتخابات.

## كتبها
- نانسي روجرز؛ غولدبيرغ ، ستيفن ب.فرانك، ساندر؛ كول، سارة ر. (2003). حل النزاع: التفاوض والوساطة والعمليات الأخرى (الطبعة الرابعة). مدينة نيويورك: آسبن للنشر. ISBN(رقم دولي معياري للكتاب) 0-7355-2910-8.

## روابط خارجية
- Nancy H. Rogers Profile
- AALS nomination memo